# Cercococcyx montanus
Cercococcyx montanus là một loài chim trong họ Cuculidae.